# 塚穴山古墳
塚穴山古墳（つかあなやまこふん）は、奈良県天理市勾田町にある古墳。形状は円墳。杣之内古墳群を構成する古墳の1つ。史跡指定はされていない。

## 概要
奈良盆地東縁、西山古墳北側の丘陵（堤）端を切り込んで築造された大型円墳である。墳丘北半および上半部が破壊されて石室が露出しているほか、1964年（昭和39年）・1988年（昭和63年）に発掘調査が実施されている。
墳形は円形で、推定復元で直径60メートル以上（推定復元63.4メートル）を測り、当該時期の円墳としては全国でも有数の規模になる。墳丘周囲には幅9.5-13メートルの周濠および外堤が巡らされており、周濠・外堤を含めた外径は112メートルにもおよぶ。埋葬施設は両袖式の横穴式石室で、巨石を用いた大型石室であり、南方向に開口する。石舞台古墳（明日香村）に類似する石舞台式石室になり、石室全長は17.12メートルを測り全国でも有数の規模になる。盗掘に遭っているため副葬品のほとんどは失われているが、発掘調査では鉄刀片などが出土している。
築造時期は、古墳時代終末期の7世紀代と推定される。終末期古墳の中でも墳丘・石室が最大級の規模になる点で注目される古墳である。付近では大型の終末期古墳として峯塚古墳（天理市杣之内町、塚穴山古墳の後続古墳）も知られるほか、奈良時代の墓として精巧な海獣葡萄鏡が副葬された杣之内火葬墓があり、これらを物部氏の首長墓とする説が挙げられている。特に本古墳については物部大市御狩（物部守屋の兄）の墓に比定する説などがある。

## 遺跡歴
- 中世頃、墓地として二次利用[2]。
- 1893年（明治26年）の『大和國古墳墓取調書』に絵図。前方後円墳と認識[2]。
- 1964-1965年（昭和39-40年）、測量・発掘調査：第1次調査。円墳と確認（天理大学附属天理参考館、1969年に報告）。
- 1988年（昭和63年）、航空測量・発掘調査：第2次調査（埋蔵文化財天理教調査団、1989・1990年に一部報告、2023年に報告）。
- 2013年度（平成25年度）、墳丘測量・石室実測調査（天理大学・帝塚山大学、2015年に報告）[6]。

## 墳丘

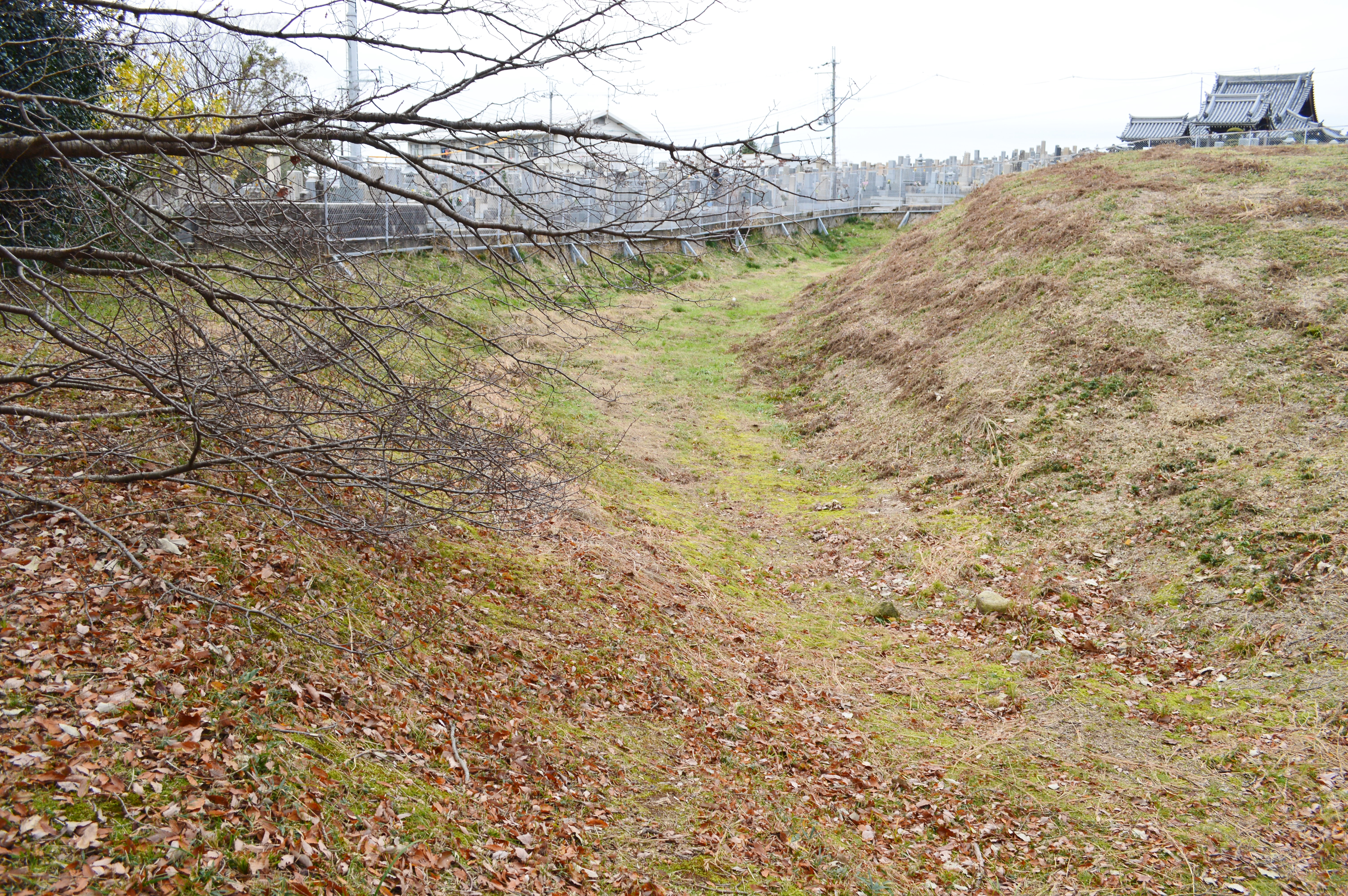
周濠右に墳丘、左に外堤。

墳丘は円形で、現在までに大きく破壊を受けているが、元々は直径60メートル以上・高さ8メートル以上を測ったとされる（かつて明治以降に前方後円墳とされた時期もあった）。1964年（昭和39年）調査では直径63.4メートルと推定復元されているほか、墳丘周囲の周濠は幅9.5メートル、外堤は幅14.9メートルを測ると報告されており、周濠・外堤を含めた外径は約112メートルにおよぶ。
当該時期の大型円墳としては藤ノ木古墳（斑鳩町、直径48メートル）・牧野古墳（広陵町、直径45メートル）・ムネサカ1号墳（桜井市、直径45メートル）・叡福寺北古墳（大阪府太子町、直径54メートル）が知られるほか、大型方墳としては石舞台古墳（明日香村、一辺約50メートル）・ハミ塚古墳（天理市、一辺約50メートル）が知られ、塚穴山古墳は特に円墳としては群を抜く規模になる。

## 埋葬施設

石室俯瞰図

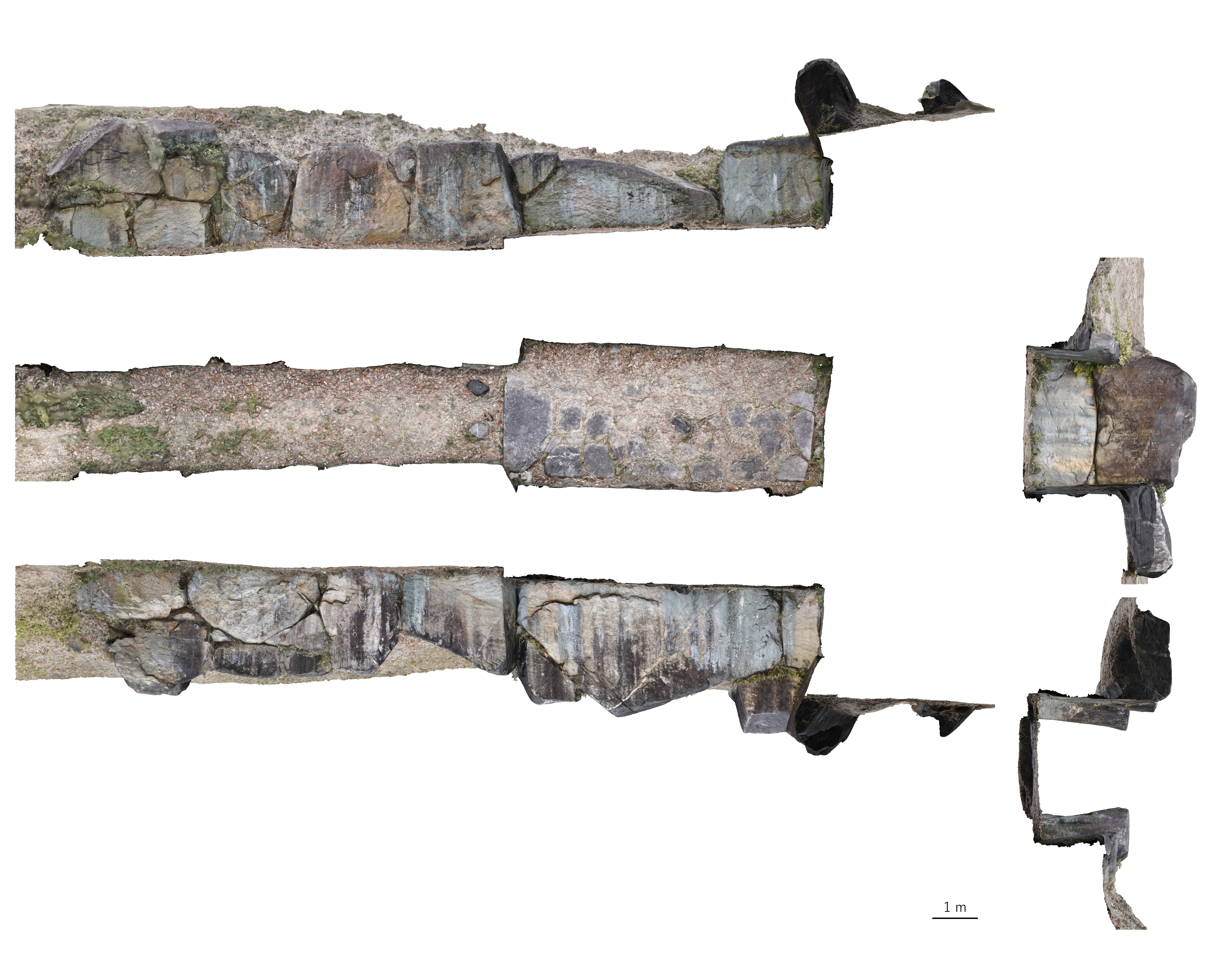
石室展開図

埋葬施設としては両袖式横穴式石室が構築されており、南方向に開口する。石室の規模は次の通り。
- 石室全長：17.12メートル
- 玄室：長さ7.04メートル、幅2.9-3.24メートル、現在高さ3.6メートル
- 羨道：長さ約9.4メートル（東壁）・約10メートル（西壁）、幅2.14-2.24メートル、現在高さ約3メートル

石室は花崗岩の巨石が使用された大型石室になるが、現在までに玄室・羨道の天井石と側壁上部が失われている。玄室の奥壁は現在では2段積みで上石は内傾し、側壁の基底石は東壁・西壁とも2石である。玄室の床面は石敷で、特に玄門付近には大石を敷き、床面周囲には幅20センチメートル・深さ30センチメートルの溝が巡らされる。羨道の床面は礫敷である。また床面下には排水用暗渠が構築されており、玄室奥から羨道中央を縦貫して周濠付近まで達する。
石室の形態としては石舞台古墳と同様の特徴を有しており、「石舞台式石室」と捉えられる。当該時期の大型石室としては石舞台古墳（全長19メートル）・岩屋山古墳（明日香村、全長18メートル）・茅原狐塚古墳（桜井市、全長17メートル）・ムネサカ1号墳（全長17メートル）・牧野古墳（全長16メートル）・藤ノ木古墳（全長15メートル）が知られ、塚穴山古墳は有数の規模になる。

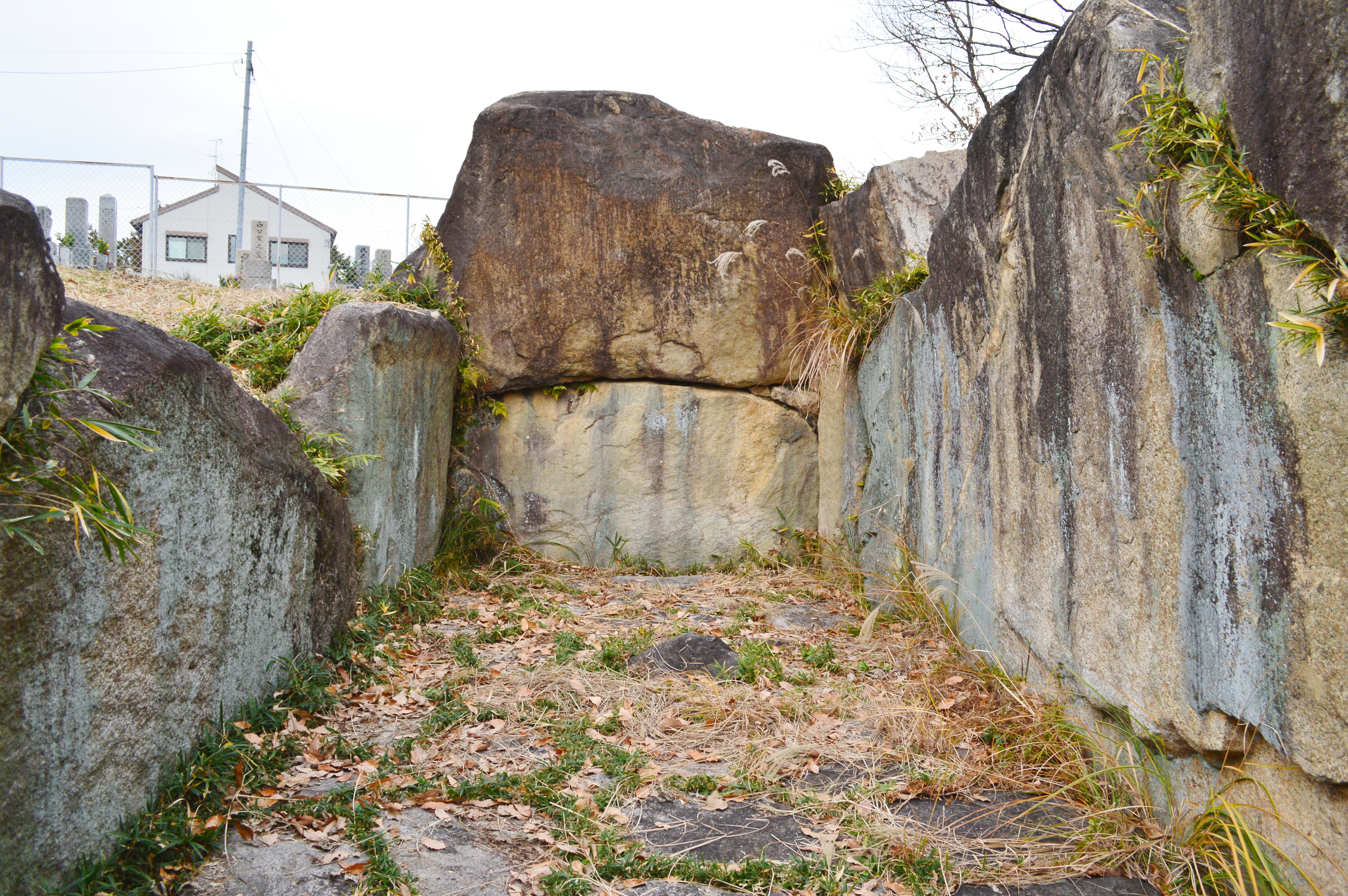
玄室（奥壁方向）
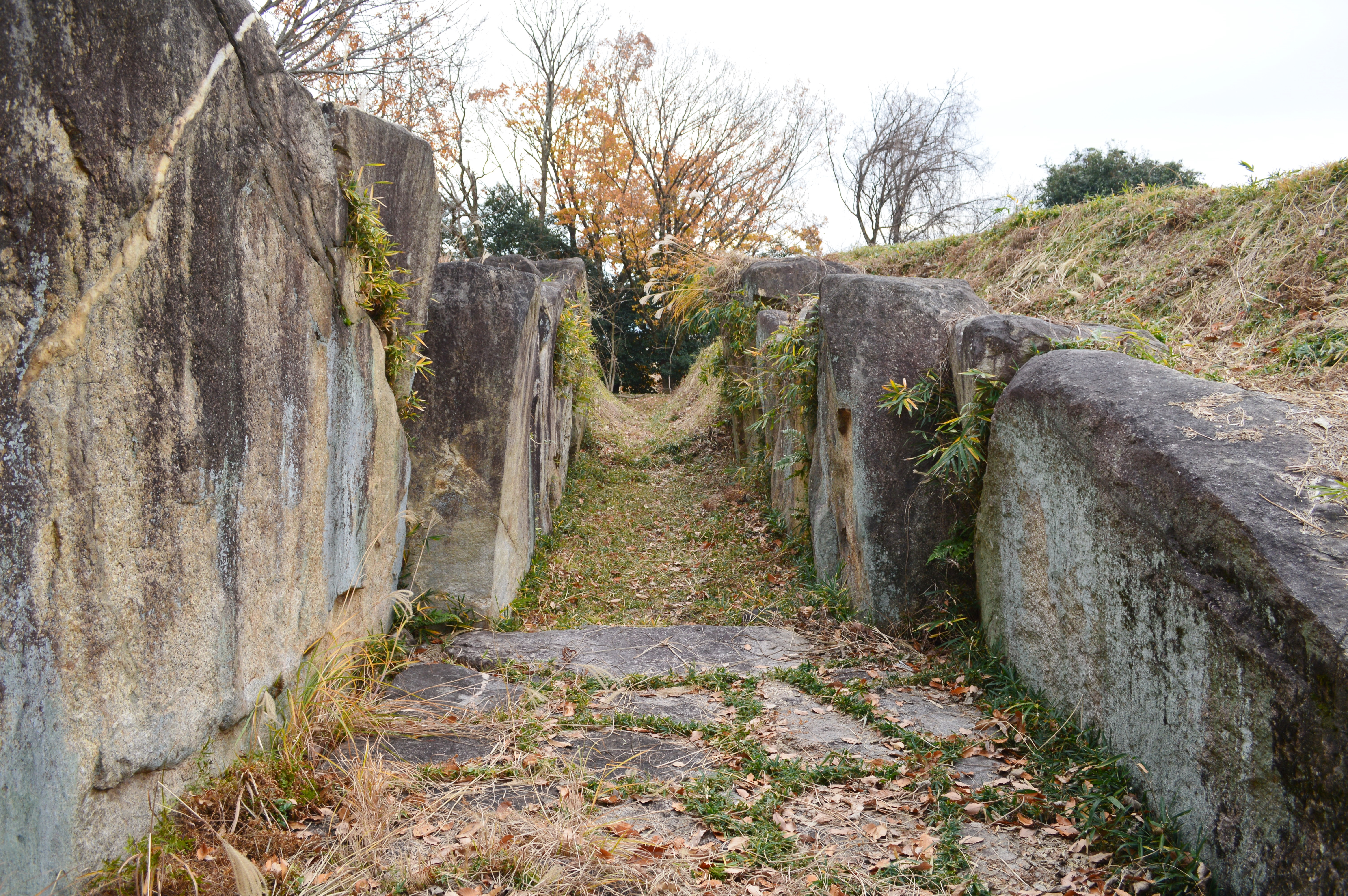
玄室（開口部方向）
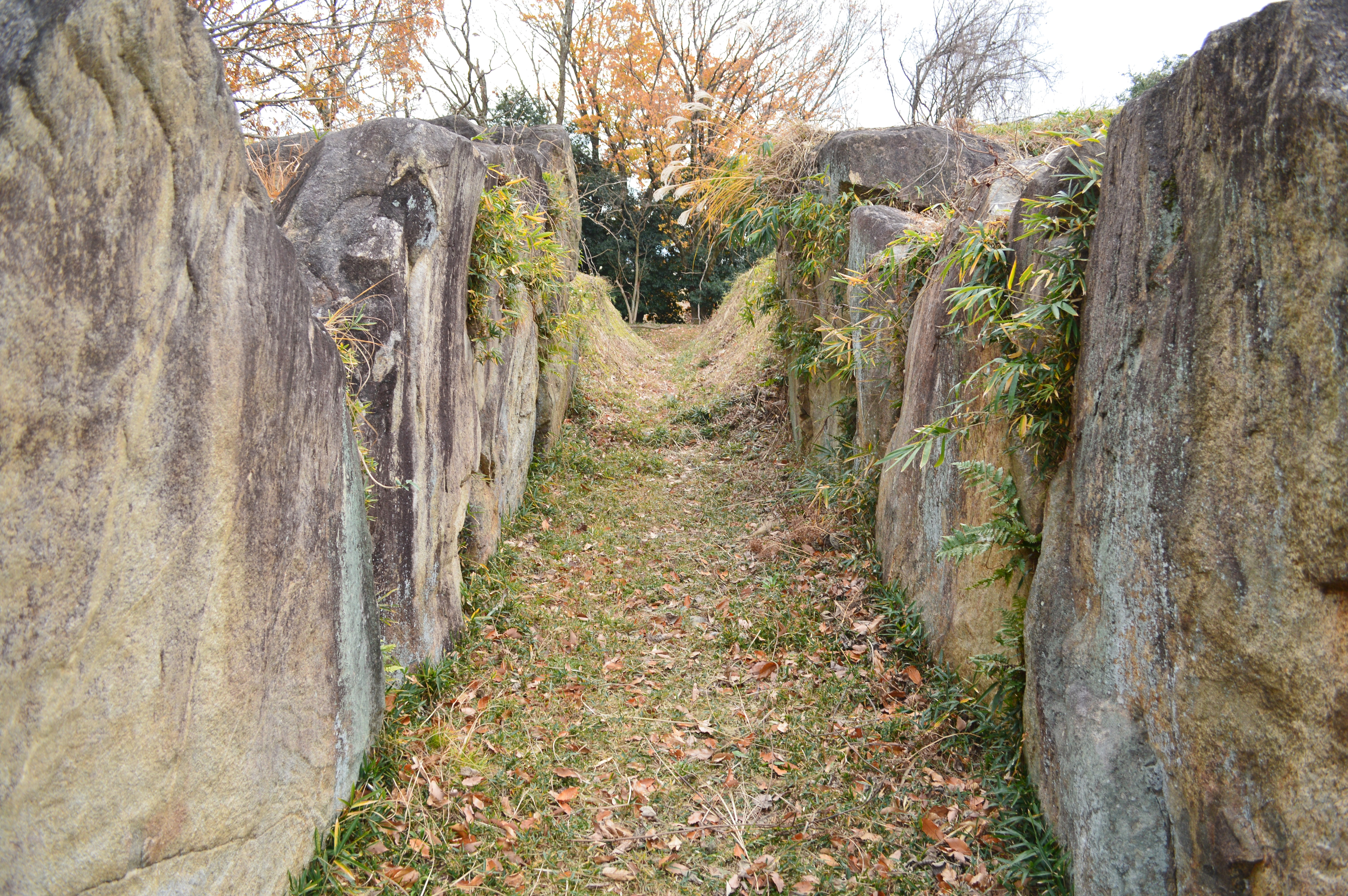
羨道（開口部方向）
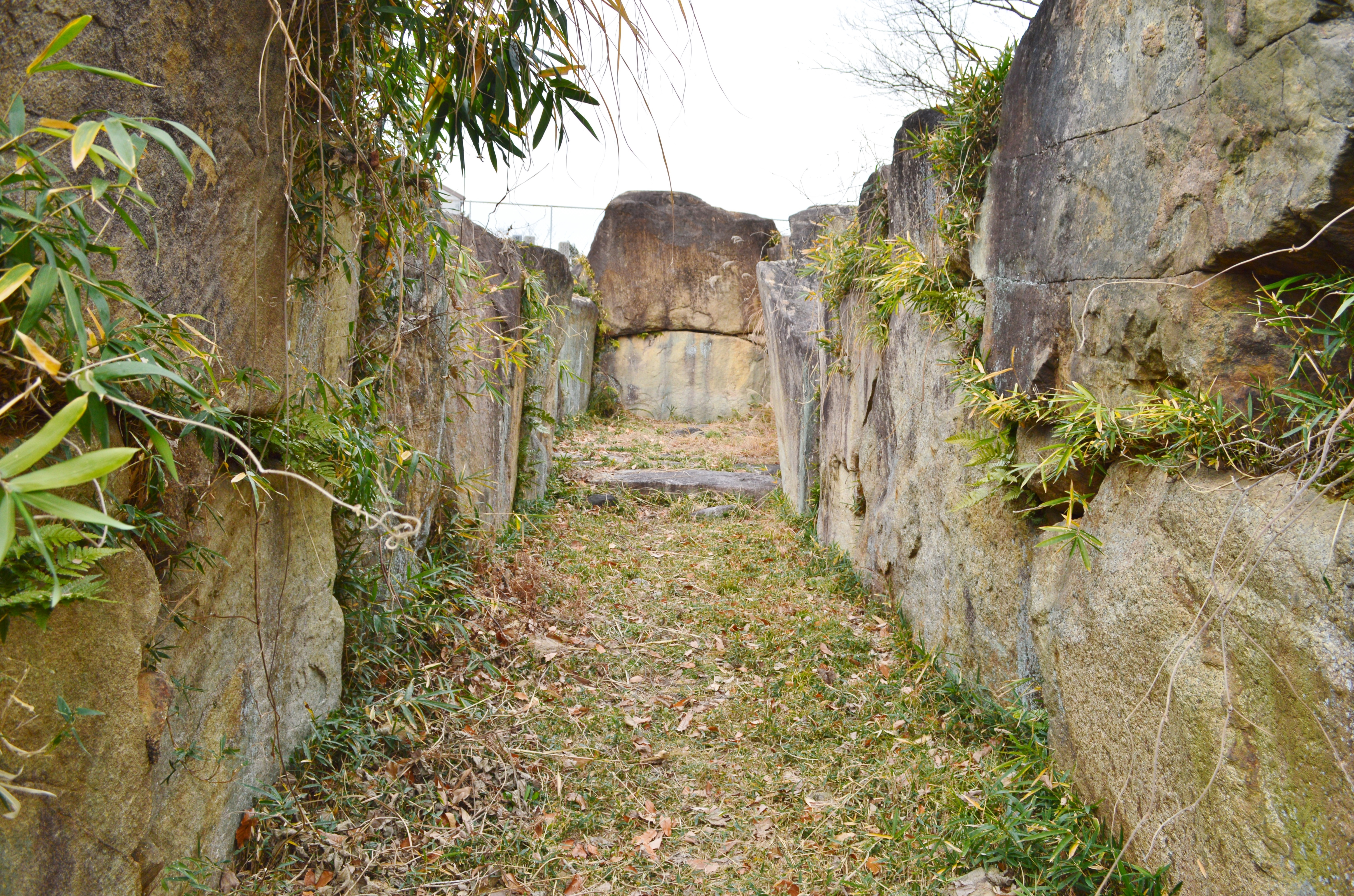
羨道（玄室方向）
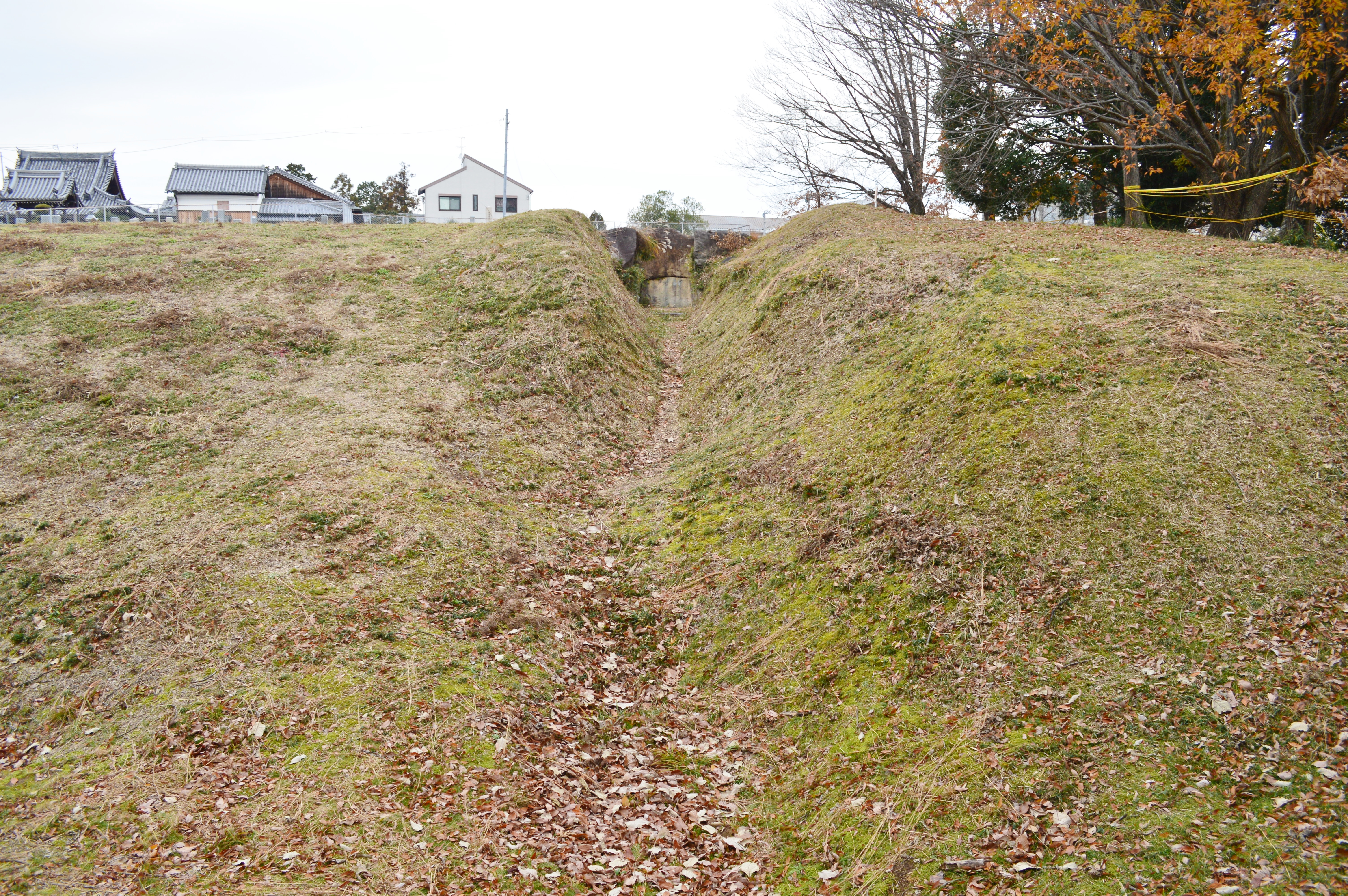
開口部

## 出土品
1964年（昭和39年）調査では、石室内からは凝灰岩製石棺片（内側に朱を塗布）・土器類（須恵器・土師器）・銀糸捲鉄刀把片（所在不明）・鉄鎌が、墳丘からは埴輪片（円筒埴輪・朝顔形埴輪・家形埴輪）が出土している。また後世の遺物として、石室内から焼骨・中世土器類・石造物（五輪塔・石仏・板碑）が出土しているほか、墳丘上では中世墓6基も確認されており、中世期に墓地として利用されたことが知られる。
1988年（昭和63年）調査では、周濠などから須恵器（TK47-TK209型式期）が出土している。

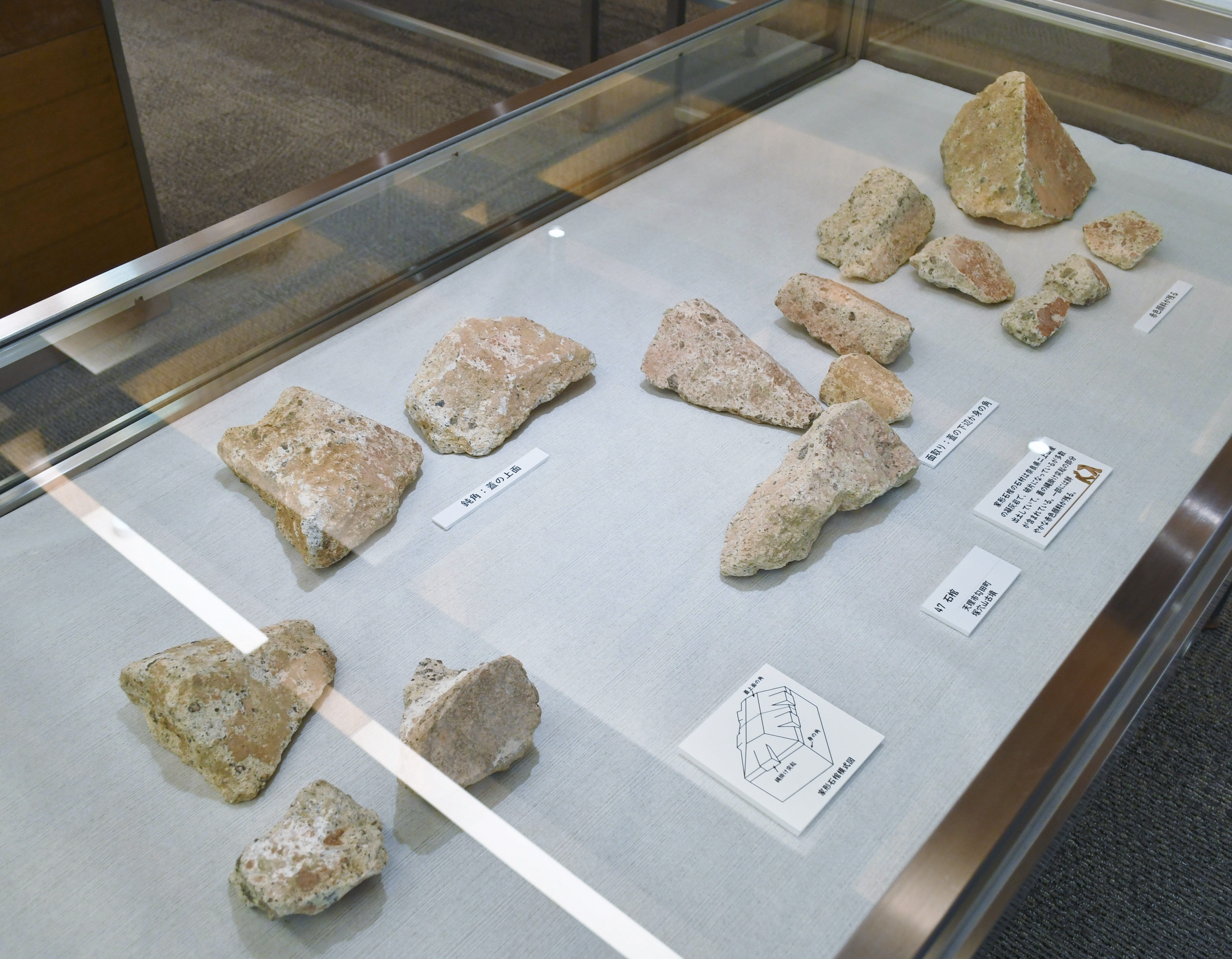
石棺片 天理ギャラリー企画展示時に撮影。
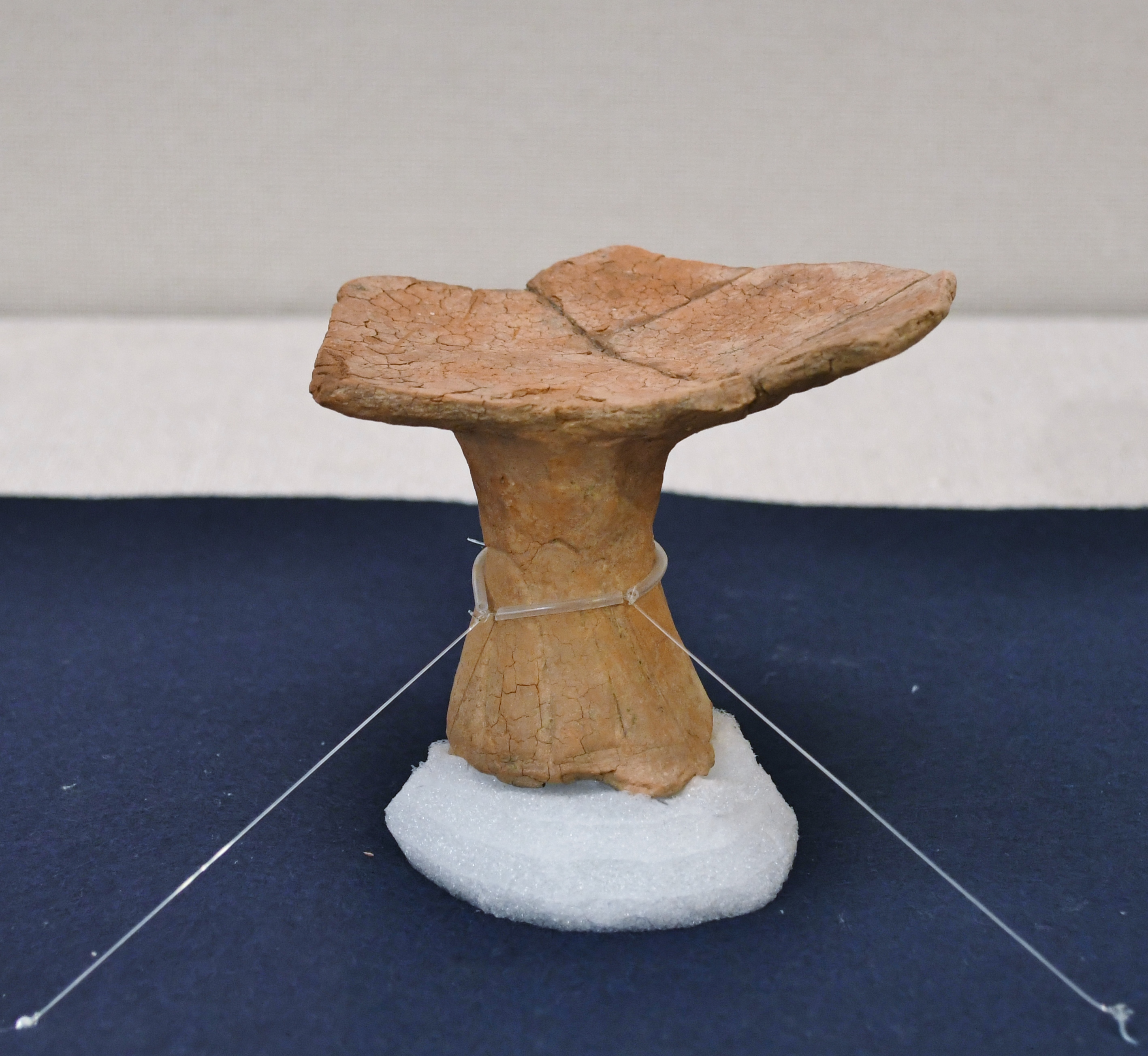
土師器 高坏 和歌山県立紀伊風土記の丘企画展示時に撮影。
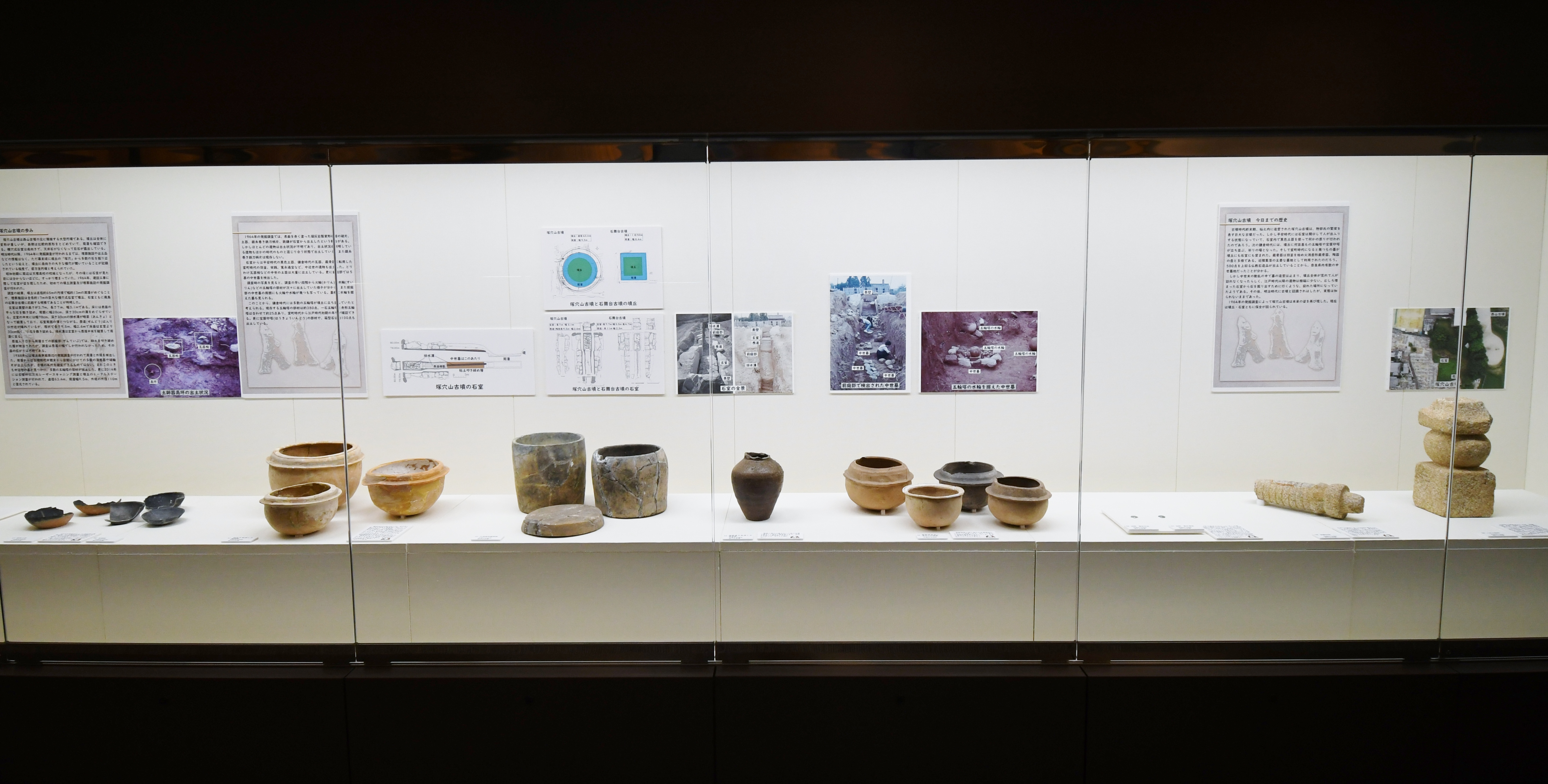
後世の遺物群 天理ギャラリー企画展示時に撮影。

## 関連施設
- 天理大学附属天理参考館（天理市守目堂町） - 塚穴山古墳の出土品の大半を保管[2]。

## 関連文献
（記事執筆に使用していない関連文献）
- 近江昌司「奈良県天理市塚穴山古墳」『日本考古学年報』第17号、日本考古学会、1969年。
- 竹谷俊夫「塚穴山古墳の発掘調査」『天理参考館報』第2号、天理大学出版部、1989年。
- 竹谷俊夫「塚穴山古墳発掘調査中間報告」『天理参考館報』第3号、天理大学出版部、1990年。
- 竹谷俊夫・広瀬覚「天理西山古墳外堤の埴輪棺墓について」『天理参考館報』第13号、天理大学出版部、2000年。
- 日野宏「古墳時代終末期の大型古墳による古墳の破壊について -天理市塚穴山古墳の検討-」『天理参考館報』第34号、天理大学附属天理参考館、2020年、27-38頁。
- 「塚穴山古墳」『物部氏の古墳 杣之内古墳群』天理市教育委員会、2021年。doi:10.24484/sitereports.94674。